# مارال بني آدم
مارال بني آدم (ولدت في 20 سبتمبر 1981، طهران) هي ممثلة مسرحية وسينمائية وتلفزيونية من إيران. من أبرز أعمالها البائع (2016) المذنبون (2020) والجفاف والكذب (2016). غيسوم (2022) في احضان الشجرة (2022)

## روابط خارجية
مارال بني آدم على موقع IMDb (الإنجليزية)
- مارال بني آدم على موقع ألو سيني (الفرنسية)
- الموقع الرسمي